# Kardec - A Biografia
Kardec - A Biografia (2013) é um livro biográfico escrito pelo jornalista Marcel Souto Maior; narra a história do educador Hippolyte Léon Denizard Rivail (Allan Kardec) e a gênese do Espiritismo, doutrina espiritualista codificada por ele em meados do século XIX.
Marcel é autor ainda de uma trilogia sobre a vida do médium Chico Xavier: As Vidas de Chico Xavier (2003), Por trás do véu de Ísis (2004) e As Lições de Chico Xavier (2005).